# بحيرة سوميت (نيويورك)
بحيرة سوميت، هي بحيرة صغيرة في مقاطعة أوتسيغو، نيويورك. تقع شمال شرق مركز سبرينغفيلد. تعتبر بحيرة سوميت فريدة من نوعها، حيث يتم تصريفها جنوبًا عبر جدول هايدن الذي يتدفق إلى بحيرة أوتسيغو وكذلك شمالًا باتجاه نهر الموهوك. تشمل أنواع الأسماك الموجودة في البحيرة سمكة كبير الفم، سلسلة بيكريل، البلهد البني، والسمك الروسي.

## جيولوجيا
يتم تصريف ممر جوفي من قاع البحيرة في الجزء الشمالي. هذا يدل على وجود فجوة صرف تحت سطح الأرض وتصريف المياة إلى الشمال. تتدفق تيارات المخرج شمالًا بإتجاه نهر موهوك وجنوبًا باتجاه بحيرة أوتسيغو من بحيرة سوميت. يقع الجدول المختفي قليلا شمال غرب البحيرة. نبع بحيرة سوميت، المعروف أيضًا باسم الربيع البارد، يغذي رافدًا يدخل الجانب الشرقي من البحيرة. يقدر أن النابض يفرغ حوالي 10 جالونات في الدقيقة.
- مقاطعة أوتسيغو (نيويورك)